# Tjepelarska reka
Tjepelarska reka (bulgariska: Чепеларска река) är ett vattendrag i Bulgarien.   Det ligger i regionen Plovdiv, i den centrala delen av landet, 140 km öster om huvudstaden Sofia.
Trakten runt Tjepelarska reka består till största delen av jordbruksmark. Runt Tjepelarska reka är det ganska tätbefolkat, med 80 invånare per kvadratkilometer.